# Microchrysa bicolor
Microchrysa bicolor är en tvåvingeart som först beskrevs av Christian Rudolph Wilhelm Wiedemann 1830.  Microchrysa bicolor ingår i släktet Microchrysa och familjen vapenflugor. Inga underarter finns listade i Catalogue of Life.